# BiT
Bulgarian International Television (съкратено BiT, произнася се Би-Ай-Ти) е български телевизионен канал.

## История
BiT е национална телевизия с политематичен профил, който съдържа предавания с информационна, образователна, културна и развлекателна насоченост. До 2015 г. главен редактор на канала е Ясен Дараков. През същата година към екипа се присъединяват известните журналисти Ралица Василева, Нери Терзиева и Петко Георгиев.
Телевизията е насочена към българските общности в Чикаго, Америка и по света. Излъчва от 31 май 2013 г. от чикагското предградие Бенсънвил. Основатели на телевизията са Павел и Румен Вълневи, притежаващи известната транспортна компания „AmeriFreight Systems“.
Мотото на медията е „Телевизията на десет милиона българи“. Освен в Чикаго, телевизията има кореспонденти още в Ню Йорк, Вашингтон, Западното крайбрежие, Торонто, Канада, а има и включвания и от други градове с големи български общности като Мадрид, Лондон и Атина.
През септември 2015 г. телевизията открива студио в София и започва излъчване в България и Европа по сателит чрез платформата Виваком ТВ.
През февруари 2018 г. телевизията е продадена на продуцента Мирослав Янев. След продажбата на телевизията новият собственик спира всички предавания с презумпцията, че предстоят промени и нова програмна схема. Много от служителите са освободени. До август 2018 г. в ефира на телевизията се излъчват единствено новини и повторения.
Месеци наред служителите не получават заплатите си. Следват писма и протести от тяхна страна.
Телевизията спира излъчване в началото на 2019 г. Със свое решение от 15 май Софийският градски съд обявява фирмата-собственик в несъстоятелност.

## Предавания
- еМисия България
- Би Ай Ти интервю
- Честно казано с Люба Кулезич
- Просто Диков
- Прозорецът
- Аз уча английски
- Епизод
- КултурНо
- Минало несвършено
- Майсторски клас
- Историята оживява
- Нашите герои
- Спортно за спорта
- О!здравей
- BiT LIVE
- Горещи срещи с Венета Райкова
- Един прекрасен ден
- Без задръжки с Наталия Кобилкина
- Карамел с Гери Дончева
- Голямото интервю
- Star box
- BiT СПОРТ
- Шоуто на играчите
- PLAYGASM (Плейгазъм)
- Завърналите се... – поредица на Петя Кертикова
- Една различна неделя
- Код 11 – 13
- БЛИЦ НОВИНИ
- Хайд Парк
- Писмо до България
- Приказки от Америка
- Час пик
- Спорт Арена
- BG топ 10
- Lip/Stick
- Calling America
- Бърза помощ
- По пътя
- Събота на обед
- Къщата на баба